# Melicertus marginatus
Melicertus marginatus är en kräftdjursart som först beskrevs av J. W. Randall 1840.  Melicertus marginatus ingår i släktet Melicertus och familjen Penaeidae. Inga underarter finns listade i Catalogue of Life.